# Реальний прибуток
Реальний прибуток — номінальний прибуток, скоригований (перерахований) з урахуванням інфляційного впливу у звітному періоді.
При визначенні реального прибутку враховується індекс інфляції. Обчислюється за формулою:
{\displaystyle P_{r}={\frac {P_{n}}{I_{i}}}}
де Pr — реальна сума прибутку, Pn — номінальна сума прибутку (фактично отримана величина прибутку); Ii — індекс інфляції, коефіцієнт.
В економіці підприємства реальний прибуток визначається як різниця між вартістю, за якою підприємству довелося закупити товари в поточний момент, і вартістю, за якою вони колись були закуплені.